# Iglesia de Santa Maria dei Miracoli (Roma)

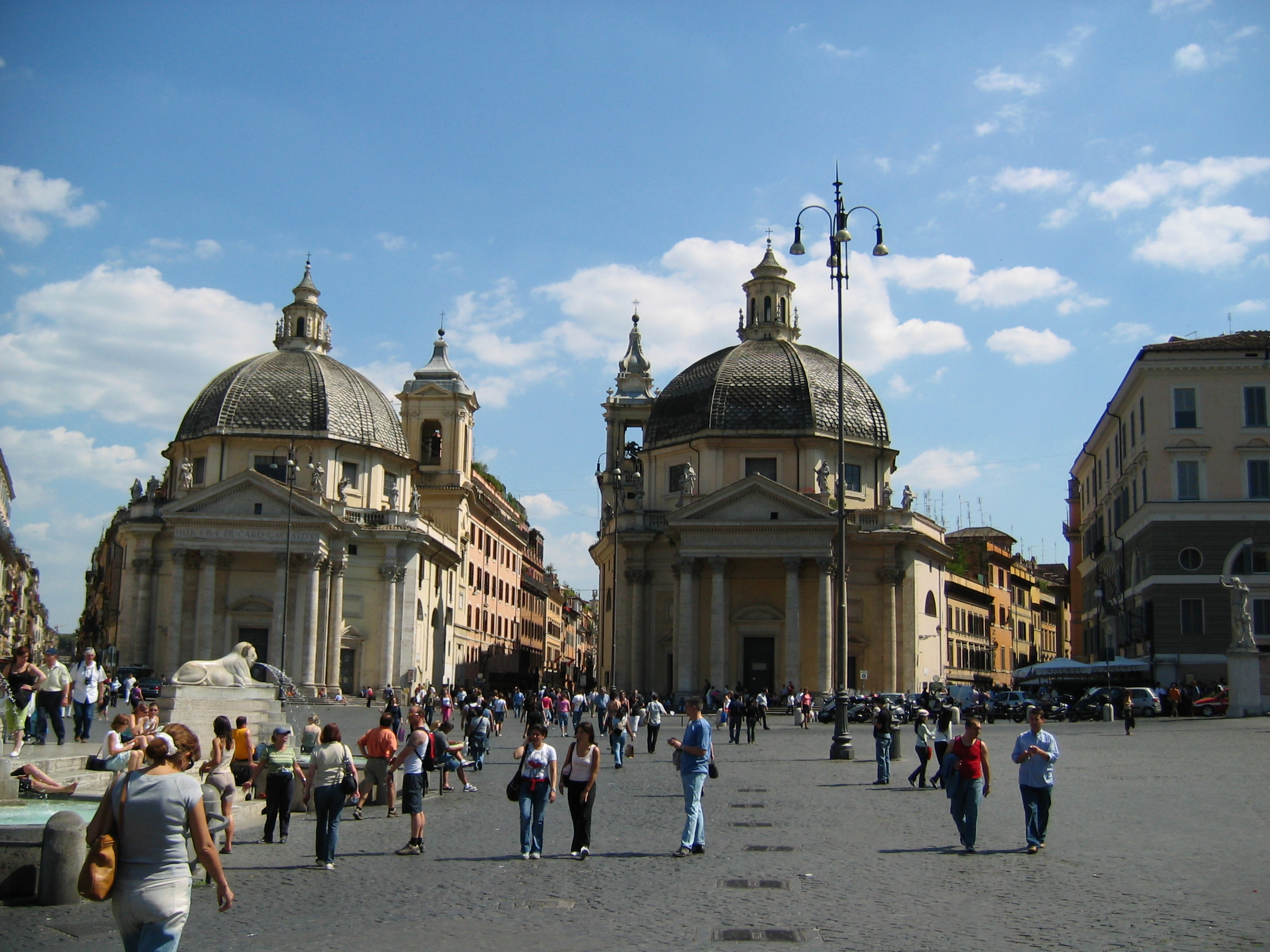
A la izquierda, la iglesia de Santa Maria in Montesanto. A la derecha, la iglesia de Santa Maria dei Miracoli.

La iglesia de Santa Maria dei Miracoli, o de los Milagros, (en italiano: chiesa di Santa Maria dei Miracoli) es una iglesia de Roma, situada en el rione de Campo Marzio, en la Piazza del Popolo, entre la Via del Corso y la Via di Ripetta. Es considerada popularmente la «iglesia gemela» de Santa Maria in Montesanto, aunque las dos edificaciones se diferencian sobre todo por su planimetría.

## Historia

### Preexistencias
Bajo las dos iglesias gemelas se encuentran los restos de dos monumentos funerarios con forma de pirámide, muy similares en forma y dimensiones a la pirámide Cestia y a la demolida pirámide Vaticana: también estos dos sepulcros debían datar de la época de Augusto y estaban colocados a modo de entrada monumental al Campo Marzio, la misma función que tienen actualmente las dos iglesias.

### La capilla a lo largo del Tíber
En el origen de la construcción de la iglesia hay un milagro, sucedido, según la tradición, el 20 de junio de 1325, cuando una mujer, a orillas del Tíber, invocó una imagen de la Virgen pintada en las murallas a lo largo del río para que salvara a su hijo, que había caído al agua. La salvación del niño hizo que se construyera una capilla dedicada a María junto al Tíber, cerca del actual Ponte Regina Margherita, en la que se colocó la imagen milagrosa, a partir de entonces llamada  «Virgen de los Milagros» (Madonna dei Miracoli). Esta pequeña capilla es mostrada por los cartógrafos de la época, y aparece en las plantas de la ciudad de Bufalini (1551),de Tempesta (1593) y de Losi.
En septiembre de 1525, el papa Clemente VII confió la capilla al cercano Hospital de San Giacomo degli Incurabili, de manera que las ingentes ofrendas dejadas a la Madonna dei Miracoli pudieran servir para cubrir los gastos del hospital. En 1529 la capilla pasó a los capuchinos, que sin embargo la dejaron el año siguiente, cuando, a causa de una crecida del Tíber, fue sumergida completamente por el agua.
En los años siguientes la capilla fue confiada a diferentes congregaciones religiosas, y en 1590 la imagen de la Madonna dei Miracoli fue transportada a la iglesia de San Giacomo in Augusta, de reciente construcción, donde se encuentra todavía en la actualidad. En su lugar en la capilla se colocó una copia.

### La iglesia en la Piazza del Popolo
Debido a que el lugar junto al Tíber resultaba cada vez más insalubre y estaba sujeto a las continuas inundaciones del río, en 1661 el papa Alejandro VII ordenó que se construyera en la Piazza del Popolo una nueva iglesia para custodiar la copia de la imagen de la Madonna dei Miracoli, y que este nuevo edificio sustituyera uno existente dedicado a santa Úrsula. Sin embargo, la nueva iglesia no se inició hasta pasados catorce años después de la orden del papa, en 1675, y trece años después de la fundación de la llamada «iglesia gemela» de Santa Maria in Montesanto. La iglesia se concluyó en 1679 y solo dos años después se consagró y abrió al público.
En 1793 la iglesia fue concedida a la Confraternidad del Santísimo Sacramento y en 1856 a la Archiconfraternidad de San Gregorio Taumaturgo. Desde 1915 la iglesia es oficiada por los Sacerdotes del Sagrado Corazón de Jesús de Betharram, que previamente ocupaban la iglesia de los Santi Angeli Custodi al Tritone, actualmente desaparecida.

## Arquitectura

### Exterior
La fachada se caracteriza por la presencia de un profundo pronaos rectangular coronado por un tímpano, sobre el cual se puede leer el nombre del benefactor de la iglesia, el cardenal Gastaldi. Las columnas del pronaos estaban destinadas originalmente a los campanarios de Basílica de San Pedro, proyectados por Bernini pero nunca realizados. En la barandilla exterior del edificio se erigen diez estatuas, que representan santos y santas, y de las cuales solo algunas están identificadas con certeza. Estas estatuas fueron realizadas entre 1676 y 1677 por Filippo Carcani, Ercole Ferrata y otros escultores.
En lo alto de la iglesia se encuentra una cúpula octogonal, revestida con tejas de pizarra, proyectada y construida por Carlo Fontana. En la Via del Corso se eleva el campanario, de manera especular respecto al de la vecina Santa Maria in Montesanto, atribuido a Francesco Navone. Las primeras obras documentadas de Francesco Antonio Navone son las ejecutadas en 1758 para el campanario de Santa Maria dei Miracoli.

### Interior

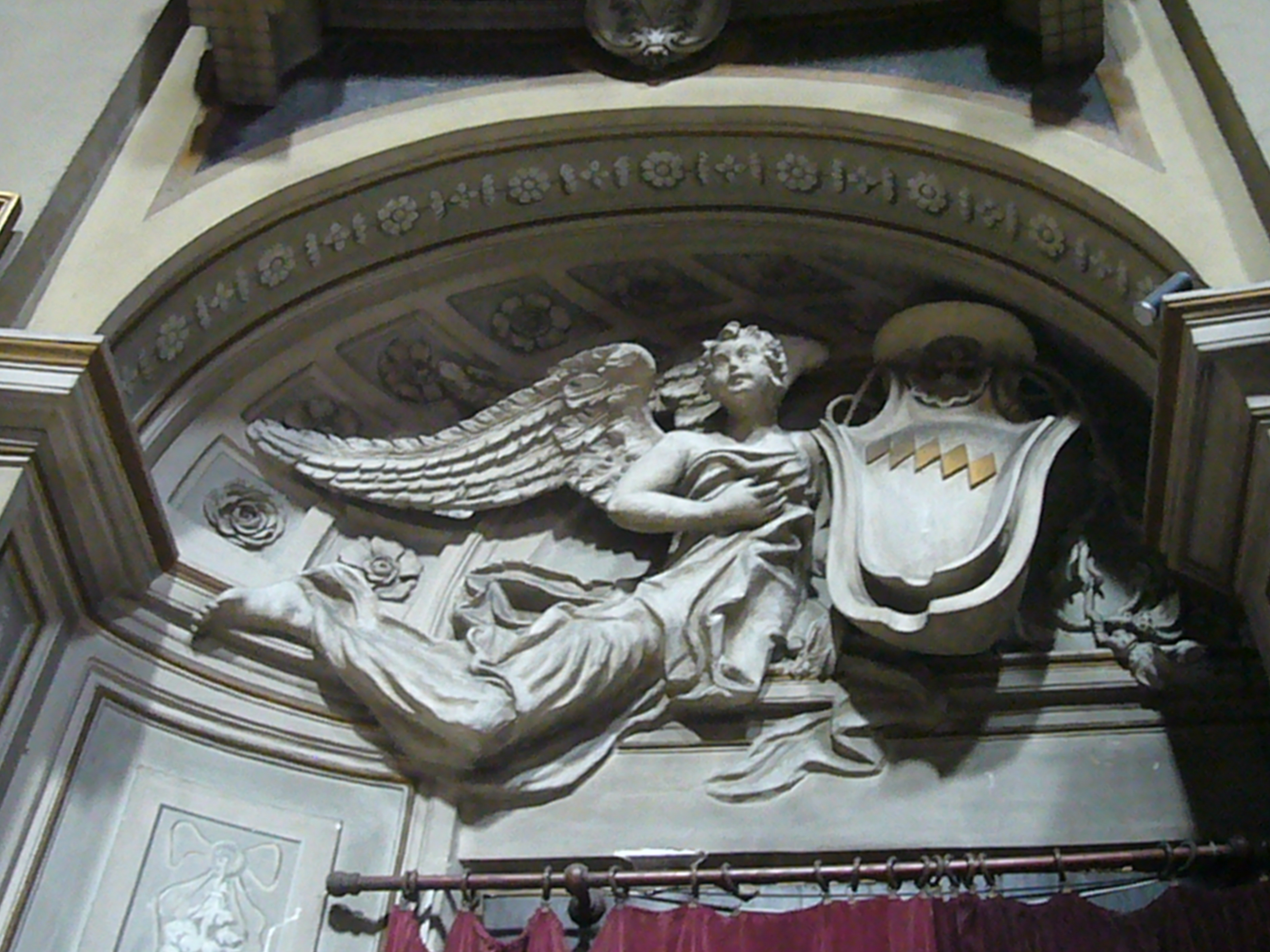
Escudo del cardenal Gastaldi en la contrafachada.

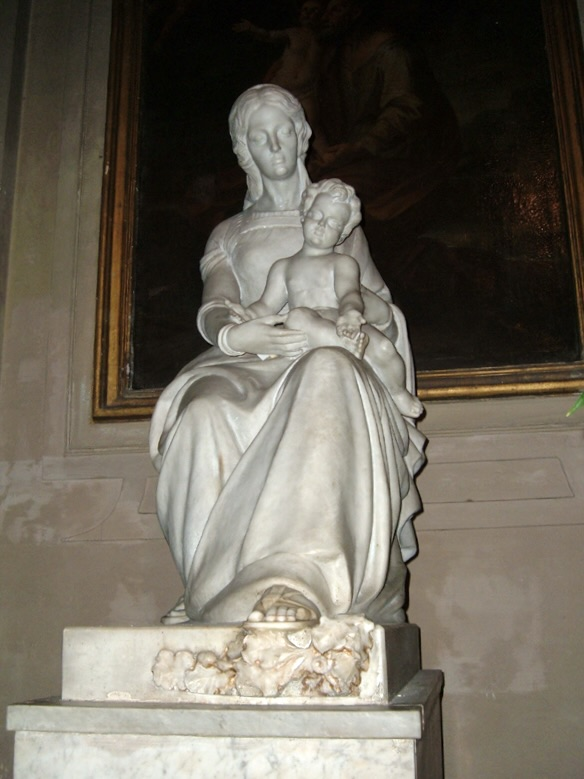
La estatua de la Virgen de Bétharram.

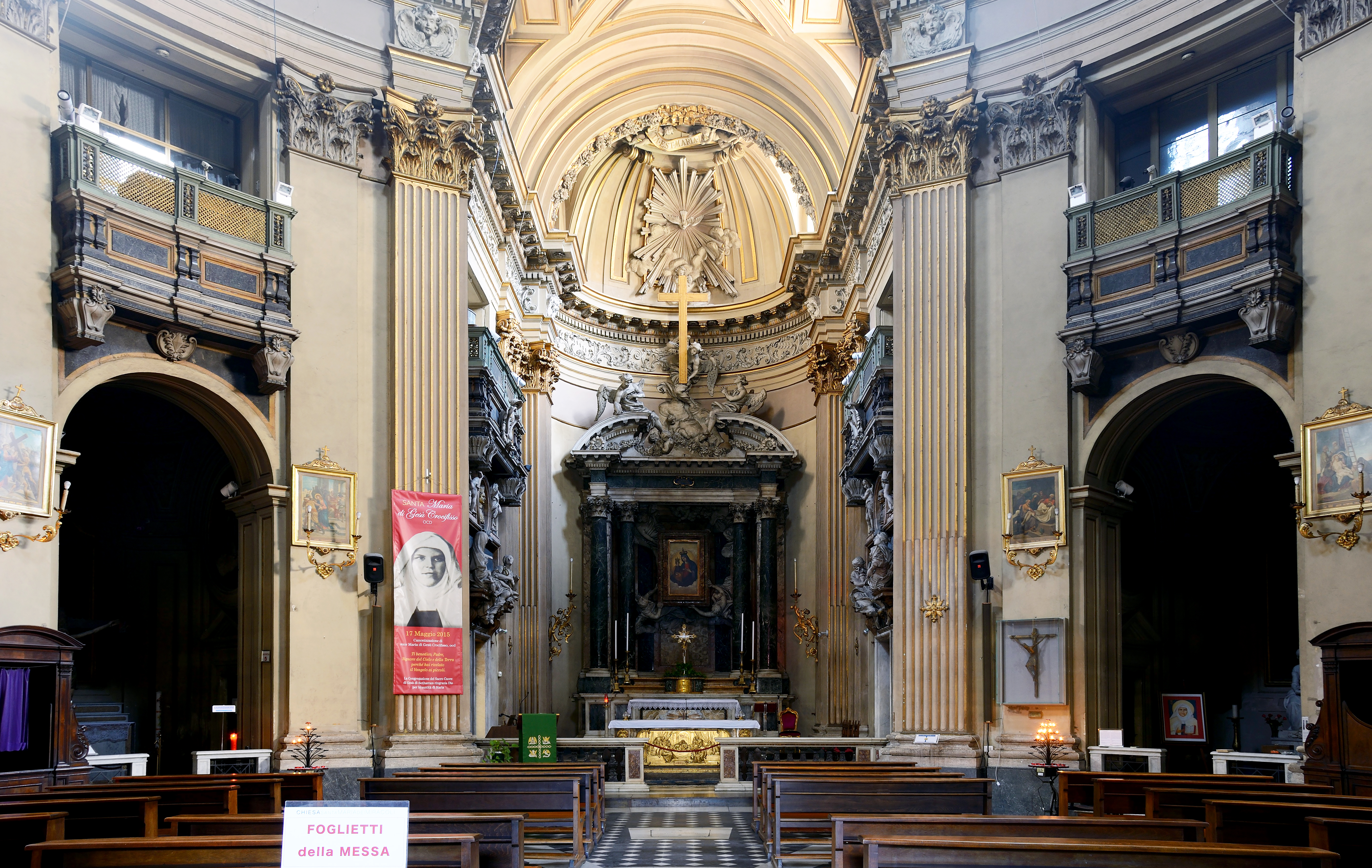
El interior.

La iglesia se presenta con planta circular (mientras que su «iglesia gemela» tiene planta elíptica), con cuatro capillas laterales y un profundo presbiterio. Al igual que el exterior, también el interior fue proyectado por Carlo Rainaldi y ejecutado por Carlo Fontana. En el centro del pavimento está colocada una placa circular con el escudo del cardenal Girolamo Gastaldi, mecenas de la iglesia; el mismo escudo se encuentra también en la contrafachada, sobre la placa conmemorativa que recuerda la edificación de la iglesia.

#### Las capillas laterales
El edificio tiene cuatro capillas laterales:
- la primera capilla a la izquierda, llamada capilla de san Antonio, tiene:
  - una Virgen con el Niño, san Antonio abad y san Antonio de Padua, lienzo atribuido al parisino Henry Gascard;
  - el monumento fúnebre a Antonio d'Este, discípulo y amigo de Antonio Canova;
  - bajo el altar, en una urna, se conservan las reliquias de santa Cándida, virgen y mártir, provenientes de las catacumbas de Priscila;
- la segunda capilla a la izquierda, llamada capilla del Rosario, tiene:
  - el retablo que representa a la Virgen del Rosario, copia realizada en el siglo XIX de una obra conservada en la basílica de Santa Balbina;
  - dos óvalos decorados con frescos con historias de la Santa Cruz;
- más allá del presbiterio está la capilla de san José; en el pilar que separa esta capilla del presbiterio hay un Crucifijo de bronce de Pericle Fazzini:
  - esta capilla recibe su nombre de la pintura al óleo sobre lienzo que representa a San José y Jesús niño;
  - además, sobre las puertas laterales de la capilla, hay dos cuadros de forma circular que representan a Jesús en casa de Marta y María y La Magdalena en casa de Simón el fariseo;
  - en el centro de la capilla está colocada una estatua de la Virgen de Bétharram, copia ejecutada por Gino Mazzini de una obra realizada por Alessandro Renoir, cuyo original se encuentra en Francia, en el Santuario de Nuestra Señora de Bétharram;
- por último, la primera capilla a la derecha de la entrada es la capilla de la Asunción, en la que se encuentran:
  - el retablo que representa a la Asunción y san Gregorio Taumaturgo, transportado aquí cuando la iglesia se confió a la Archiconfraternidad de San Gregorio Taumaturgo;
  - en la pared izquierda la Estatua de san Michele Garicoïts, fundador de los Sacerdotes del Sagrado Corazón de Jesús de Betharram que ofician la iglesia, y que fue canonizado por el papa Pío XII en 1947;
  - en la pared derecha el monumento fúnebre de la familia Guglielmi delle Rocchette, realizado por el escultor Cesare Benaglia en 1868.

#### El presbiterio y la sacristía
El profundo presbiterio, realizado por Carlo Fontana, está unido a la nave de la iglesia mediante un arco triunfal coronado por el escudo del cardenal Gastaldi.
El altar mayor fue encargado el 3 de noviembre de 1677 y realizado por Fontana, mientras que la decoración en estuco es de Antonio Raggi. En el centro del altar mayor está colocada la imagen de la Virgen de los Milagros, copia de finales del siglo XVI del fresco actualmente conservado en la iglesia di San Giacomo in Augusta: la Virgen y el Niño tienen coronas de oro; la de la Virgen data de 1646 y fue una de las primeras aplicadas a una imagen sagrada.
A ambos lados del presbiterio están los dos monumentos sepulcrales de los Gastaldi: el de la izquierda es el monumento sepulcral del cardenal Girolamo Gastaldi, y el de la derecha es el monumento sepulcral del caballero Benedetto Gastaldi. Los dos monumentos están coronados por cuatro estatuas, que representan, a la izquierda, la Fe y la Esperanza, y a la derecha, la Prudencia y la Templanza.
La amplia sacristía fue realizada al mismo tiempo que la iglesia, y su decoración data del siglo XVII; además de las dos placas conmemorativas que recuerdan a los antiguos propietarios de la iglesia, la sacristía conserva un busto en mármol del papa Pío VI.